# Reia, Berdîciv
Reia (în ucraineană Рея) este localitatea de reședință a comunei Reia din raionul Berdîciv, regiunea Jîtomîr, Ucraina.

## Demografie
Componența lingvistică a localității Reia
     Ucraineană (98,15%)
     Rusă (1,85%)
Conform recensământului din 2001, majoritatea populației localității Reia era vorbitoare de ucraineană (98,15%), existând în minoritate și vorbitori de rusă (1,85%).